# Tugimaantee 81
De Tugimaantee 81 is een secundaire weg in Estland. De weg loopt van Kärdla naar Käina en is 21,7 kilometer lang. 